# Antidesma curranii
Antidesma curranii är en emblikaväxtart som beskrevs av Elmer Drew Merrill. Antidesma curranii ingår i släktet Antidesma och familjen emblikaväxter.
Artens utbredningsområde är Filippinerna. Inga underarter finns listade i Catalogue of Life.